# ولفگانگ زاوالیش
ولفگانگ زاوالیش (انگلیسی: Wolfgang Sawallisch؛ ۲۶ اوت ۱۹۲۳ – ۲۲ فوریهٔ ۲۰۱۳) یک رهبر ارکستر، و نوازنده پیانو اهل آلمان بود.